# 松本留美
松本 留美（まつもと るみ、1949年〈昭和24年〉2月24日 - ）は、日本の女優。本名、諸角 留美。旧姓名は芸名と同じ。父親は俳優の高田宗彦。
東京都出身。玉川大学 芸術学部中退。劇団雲を経て、演劇集団 円に所属。

## 人物
1961年、父親がレギュラーで出演していた「新少年ジェット」に出演。1967年、現代演劇協会附属演劇研究所に入所。1970年に劇団雲団員に昇格し、1975年からは演劇集団 円に設立参加、以来同所に所属。
1971年、NHK大河ドラマ『春の坂道』に、中村錦之介演じる柳生但馬守宗矩の側室である鳥丸順子役で出演。当時の紹介記事では「1年間の長丁場でも体力には自信があります」と述べている。
以後、テレビドラマに多数出演。特にTBS系の『花王 愛の劇場』では『愛の終着駅』（1978年）など多数の作品でヒロイン役を演じた。大半の作品では耐え忍ぶ役柄の女性を演じているが、1980年の『ダンプかあちゃん』では、家計を支えるためにダンプカーの運転手となる女性を演じた。当時の紹介記事では「中年男性からは強く生きてくださいといったファンレターが来たが、今回は今までのエネルギーが爆発した感じですごく楽しい」と述べている。
映画では『さえてるやつら』（1973年）でヒロインを演じたほか、『仁義と抗争』（1977年）に出演した。
舞台では『ロミオとジュリエット』（1970年）で初舞台後は、『夜叉ヶ池』『から騒ぎ』などに出演した。
特技はスキーで、学生時代はスキー部に所属していた。

## 出演

### テレビドラマ
NHK
- 大河ドラマ
  - 春の坂道（1971年） - 烏丸順子 役
  - 勝海舟（1974年） - 菖蒲屋佐和之介 役
- 連続テレビ小説（NHK）
  - 水色の時（1975年） - 水島三樹子 役
  - 天うらら（1998年）
- シャツの店（1986年） - バーの時子 役
- 土曜ドラマ
  - 新十津川物語 昭和編（1992年） - 栃谷あや 役
- ドラマ新銀河（NHK）
  - 青空にちんどん（1994年） - 岡野礼子 役

日本テレビ
- 子連れ狼
  - 第1部 第5話「刺客街道」（1973年） - 拝薊
  - 第3部 第6話「生命来い」（1976年） - あやめ
- 長崎犯科帳（1975年） - 珊 役
- 気まぐれ天使（1976年） - 大沢良子 役
- 愛のサスペンス劇場「歯止め」（1976年）
- 俺たちは天使だ!（1979年） - 堀内りつ子 役
- 新五捕物帳（1978年） - お咲 役
- 桃太郎侍
  - 第48話「黒い鼠に数え唄」（1977年） - お千賀 役
  - 第78話「すずめの目明し志願」（1978年） - お葉 役
- 太陽にほえろ!
  - 第371話「愛するもののために」（1979年） - 直井朝子 役
  - 第474話「ロボは知っていた」（1981年） - 坂口弓子 役
  - 第505話「ジプシーの涙」（1982年） - 田坂景子 役
  - 第610話「38時間」（1984年） - 木本和恵 役
  - 第667話「デュークという名の刑事」（1985年） - 三沢多美代 役
- 陽あたり良好!（1982年）
- 長七郎江戸日記 第1シリーズ 第83話「当世母親気質」（1986年） - お絹 役
- 新・熱中時代宣言（1986年）
- 火曜サスペンス劇場
  - 松本清張スペシャル 危険な斜面（1990年） - 秋場正子 役
  - わが町 第5作（1994年） - 浅倉夫人 役
  - 地方記者・立花陽介 第5作（1995年） - 井坂栄子 役
  - 警視庁鑑識班 第5作（1998年） - 江島光江 役
  - 検事霧島三郎 第6作（1999年） - 吉井弘子 役
  - 小京都ミステリー（2000年） - 笹岡和枝 役
  - 事件記者・三上雄太 第3作（2005年） - 吉野初子 役
- 夫婦が壊れるとき（2023年）  - 真壁由紀 役

TBS
- 刑事くん 第1部 第1話「あの街この街」（1971年）
- 水戸黄門 第3部 第8話「雪姫変化 -掛川-」（1972年） - 雪姫 役
- シークレット部隊 第24話「恋の泥棒作戦」（1972年） - 柳田綾子 役
- 花王 愛の劇場
  - 人生の並木路（1973年） - 矢島明子 役
  - ここに幸あり（1975年）
  - 君恋し君恋し（1976年） - 雪枝 役
  - 誰か故郷を想わざる（1977年） - 主演・涼子
  - 愛の終着駅（1978年） - 主演・葉子
  - 北の宿から（1979年） - 主演・冬子
  - ダンプかあちゃん（1980年）
- 影同心 第18話「濡れた女の殺し節」（1975年） - お登勢 役
- 二百三高地（1981年） - 寺島大尉の妻
- もういちど春（1981年）
- ポーラテレビ小説「愛をひとつまみ」（1981年 - 1982年） - 片岡治子 役
- Gメン'82 第9話「車椅子の女」（1982年） - 徳大寺静子 役
- ザ・サスペンス
  - 松本清張の内海の輪（1982年）
  - 松本清張の馬を売る女（1982年） - 八田直子 役
  - 寝台特急「紀伊」殺人行（1984年）
- ちびっ子かあちゃん（1983年）
- 子供が見てるでしょ!（1984年） - 前原美樹 役
- 金田一耕助の傑作推理 霧の山荘（1985年）
- うちの子にかぎって…（1986年） - 諏訪順子 役
- 子供が見てるでしょ! (1986年)
- パパはニュースキャスター（1987年） - 松本文子 役
- オヨビでない奴!（1987年） - 一条譲の母 役
- パパは年中苦労する (1988年)
- 3年B組金八先生（1988年） - 柿野啓太郎の母 役
- 愛するということ（1993年）
- 天国からもういちど（1993年）
- 長男の嫁（1994年） - 西脇秀子 役
- パパ・サヴァイバル（1995年）
- 理想の結婚 第7回「ブチ切れ嫁!地獄の同居特訓」（1997年） - 渋谷美恵 役
- ぐっどあふたぬ〜ん（1997年） - 白川葉子 役
- オヤジぃ。（2000年） - 国東智恵子 役
- 夢で逢いましょう（2005年） - 野間悠子 役
- 月曜ミステリー劇場
  - 森村誠一サスペンスシリーズ 第1作「灯」（2001年） - 山寺詩子 役
  - 冤罪〜父と子の旅路〜（2005年） - 浅利美保子 役

毎日放送
- 妻そして女シリーズ
  - 女だから（1980年） - 主演・磯村アキ 役

フジテレビ
- 新少年ジェット[6] 第23 - 26回「魔女神の大秘宝」（1961年） - 千春
- 美貌の罪（1969年） - 山名千恵子 役
- 銭形平次
  - 第208話「五里霧中」（1970年） - お町 役
  - 第373話「昨日の風が後を追う」（1973年） - お島 役
  - 第442話「風は哭いていた」（1974年） - 多恵 役
  - 第593話「侍の傘」（1977年） - お小夜 役
  - 第613話「忠義者」（1978年） - おせん 役
  - 第772話「恐怖の影」（1981年） - お小夜 役
  - 第884話「狂言夢芝居」（1984年） - お紺 役
- 恐怖劇場アンバランス  第12話「墓場から呪いの手」（1973年） - 月村のり子
- 新・江戸の旋風 第28話「情けの犬張子」（1980年） - お夕 役
- 江戸の用心棒 第12話「男が石を抱いたとき」（1981年） - なか 役
- おヒマなら来てよネ!（1987年） - 西村涼子 役
- 逢いたい時にあなたはいない…（1991年） - 大木美代子の母 役
- 君といた夏（1994年）
- 王様のレストラン（1995年） - 西谷美代子 役
- 白線流し（1996年1月11日 - 3月21日、フジテレビ） - 七倉彩子役[7]
  - 白線流し-19の春-（1997年8月8日）[8]
  - 白線流し-二十歳の風-（1999年1月15日）[9]
  - 白線流し-旅立ちの詩-（2001年10月26日）
  - 白線流し-二十五歳（2003年9月6日）
  - 白線流し-夢見る頃を過ぎても（2005年10月7日）
- 踊る大捜査線（1997年） - 保険のおばちゃん
- ラブ・レボリューション（2001年） - 高槻ふみ子 役
- 救命病棟24時スペシャル2002（2002年） - 花沢睦美 役
- 世にも奇妙な物語「急患」（1991年） - 実相寺美枝 役
- 金曜エンタテイメント
  - おだまりコンビシリーズ 第2作「芸能界殺しのシナリオ」（2000年） - 峯岸涼子 役
  - スチュワーデス刑事 第10作（2006年） - 森山信子 役
- 金曜プレステージ
  - 十津川捜査班（2014年） - 西本文子 役

関西テレビ
- 眠狂四郎（1972年）
- 科学捜査官 第15話「黒い通り魔」（1974年） - 小泉早苗 役
- 闇を斬れ 第18話「おんなの罠」（1981年） - とき 役
- 大奥（1983年） - お須免 役
  - 第27話「塵に咲く花」
  - 第28話「女帝への階段」
- 裸の大将 第42話「清と老人と海と」（1990年） - 圭子

東海テレビ
- 花衣夢衣（2008年）

テレビ朝日（NET）
- 地獄の辰捕物控 第16話「十手者が闇に追われた」（1973年）
- 遠山の金さん 杉良太郎版
  - 第11話「真昼の仮面を裁け!」（1975年） - おすみ
  - 第100話「忍び図絵を掏った娘」（1977年）- 女掏り お蝶・絹問屋 上州屋 お花（二役）
- 特捜最前線
  - 第35話「乳児誘拐・消えた女の顔」（1977年）
  - 第196話「蜜甘とマグロと白い粉!」（1981年）
  - 第330話「佐世保の女!」（1983年）
- 爆走! ドーベルマン刑事 第5話「アレックス・完全犯罪に挑戦!」（1980年）
- 文吾捕物帳 第20話「嵐に揺れる母子草」（1982年）
- 遠山の金さん 第1シリーズ 第44話「悪女にされた深川芸者!」（1983年） - お咲 役
- 暴れん坊将軍II 第109話「涙が仇のあで化粧!」（1985年） - 小芳 役
- 土曜ワイド劇場
  - 家政婦は見た! 第4作（1986年） - 甲元香苗 役
  - 原教子の「二泊三日の旅」シリーズ 第2作「豪華サロンカー婚約ツアー殺人事件」（1987年） - 野木秋子 役
  - 船長シリーズ 第2作（1989年） - 奥野敏江 役
- 笑ゥせぇるすまん（1999年）
- 新・京都迷宮案内（2004年） - 本庄早苗 役
- 相棒（2007年） - 赤井のぶ子 役
- タクシードライバーの推理日誌24（2008年）
- 臨場（2009年） - 相沢尚子 役

朝日放送
- 必殺シリーズ（松竹）
  - 必殺仕掛人（1972年） - 西村美代 役
  - 助け人走る 第33話「忠誠大心外」（1974年） - 日田つや 役
  - 必殺仕置屋稼業 第11話「一筆啓上悪用が見えた」（1975年） - お栄 役
  - 新・必殺仕置人 第33話「幽霊無用」（1977年） - お糸 役
  - 必殺仕事人IV 第16話「主水 転職を夢見る」 （1984年） - おすみ 役
- おしどり右京捕物車 第13話「砲（ほう）」（1974年）
- ザ・ハングマン 第48話「死人の恋 愛の言葉はさようなら」（1981年） - 杉村典子 役
- 赤かぶ検事の逆転法廷（1992年） - 宇野志津江 役
- 新・赤かぶ検事奮戦記（1999年） - 今川香代 役
- 100の資格を持つ女 第9作（2015年） - 藤原雅子 役

テレビ東京
- プレイガール 第151話「ミステリー・裏切りは女のアクセサリー」（1972年） - 久美子
- 大江戸捜査網
  - 第154話「血染めの蛇の目傘」（1974年） - お夏 役
  - 第207話「兇悪の侵入者」（1975年） - 村越八重 役
  - 第320話「浮世絵女の秘めた謎」（1977年） - おたみ 役
  - 第368話「高利貸し百一文の陰謀」（1978年） - きく 役
  - 第413話「暗殺者が狙う女の烙印」（1979年） - おもん 役
  - 第521話「にせ小判一万両」（1981年） - お徳 役
  - 第579話「艶花一輪・闇を濡らす赤い殺意」（1983年） - 文字春（おさき） 役
  - 第637話「狙撃! 姉様人形は血の匂い」（1984年） - お園 役
  - 新 大江戸捜査網 第10話「涙の子連れ犯科帳」（1984年） - おきぬ 役
- 眠狂四郎無頼控 第20話「悲怨! 赤いしごきは地獄花」（1983年）- お蓉 役
- リーガル・ハート 〜いのちの再建弁護士〜（2019年）[10] ‐ 山本多喜子 役

### 映画
- さえてるやつら（1973年、東宝）
- 仁義と抗争（1977年、東映） - 海野節子

### 舞台
※ 以下、公式HPを参照。
- ロミオとジュリエット（1970年）
- スカパンの悪だくみ（1975年、東京三百人劇場 ほか各地）
- 夜叉ヶ池（1978年、abc会館ホール）
- から騒ぎ
- ガラスの動物園
- アンドロマック
- 花粉熱（作・ノエル・カワード）
- 背信（作・ハロルド・ピンター）
- 悲劇フェードル
- メアリ・スチュアート
- あ・うん（1991年、作・向田邦子、俳優座劇場）
- 女たちの十二夜（1993年 - 1994年、作・シェークスピア、サンシャイン劇場 ほか）
- デッド・ギルティ（1998年、博品館劇場）